# سولاری (روستا)
سولاری (به بلغاری: Solari) یک منطقهٔ مسکونی در بلغارستان است که در شهرستان گابروو واقع شده‌است.